# 拉斯·考特纳尔
拉斯·考特纳尔（英語：Russ Courtnall，1965年6月2日—），加拿大男子冰球运动员，场上位置是前锋。他曾代表加拿大国家队参加1984年冬季奥林匹克运动会冰球比赛，获得第4名。